# Ettore Musco
Ettore Musco (Napoli, 14 febbraio 1899 – Roma, 2 settembre 1990) è stato un generale italiano, direttore del SIFAR (servizio segreto militare) dal 1952 al 1955.

## Biografia

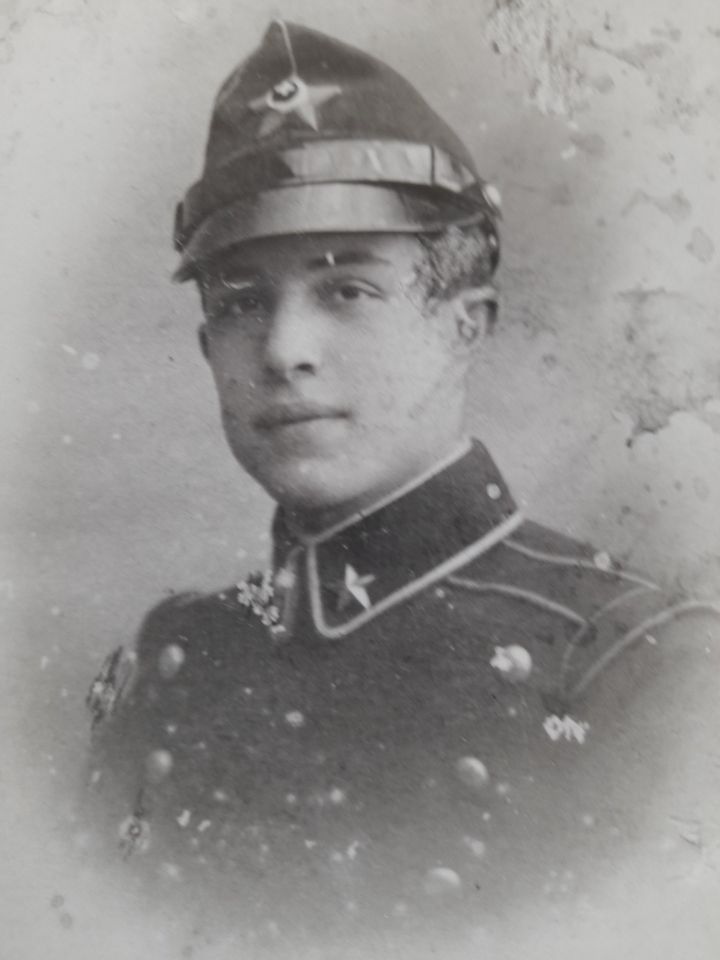
Ettore Musco allievo della Nunziatella

Figlio di Adolfo e di Elisa Serra Cardinale, apparteneva ad una antica e nobile famiglia baronale calabrese, insediata a Caulonia sin dalla prima metà del XVI secolo.
Discendeva per via materna del filosofo Gaetano Filangieri, padre del generale borbonico e napoleonico Carlo Filangieri. Fu allievo del corso 1914-17 del Collegio Militare della Nunziatella di Napoli.
Dal 5 giugno 1917, volontario nella prima guerra mondiale, fu ferito a Bligny sul fronte Francese, ove fu portato in salvo dal Tenente Cappellano Don Giuseppe "Bepo" Vavassori (dal 5/2/2024 in causa di Beatificazione), e decorato con una medaglia d'argento e una croce di guerra al valore.
Nel 1936, volontario nella campagna in Africa orientale, fu decorato di medaglia d'argento, una medaglia di bronzo e una croce di guerra al valore.

### Nella Seconda guerra mondiale
Combatté nella seconda guerra mondiale con il grado di tenente colonnello quale capo di stato maggiore della divisione “Re”. prima in Croazia poi a Roma.
Al momento dell'armistizio dell'8 settembre 1943 fece parte del Centro “X” del Fronte Militare Clandestino, la struttura informativa e militare che operò clandestinamente a Roma durante l'occupazione tedesca.
Ufficiale del Corpo Volontari della Libertà, nel 1944-1945 riorganizzò e comandò il 21º Reggimento fanteria del gruppo di combattimento Cremona.
Fu gravemente ferito e decorato della Croce di Cavaliere dell'Ordine Militare d'Italia.
Gli Stati Uniti d'America gli hanno conferito la Legion of Merit ("Legione al merito"), decorazione militare creata dal presidente Franklin D. Roosevelt nel 1942, e concessa ai membri dell'Esercito americano e delle nazioni alleate.

### Nel dopoguerra
Nel 1946 venne incaricato di occuparsi della riorganizzazione dell'apparato informativo della nascente Repubblica. Il colonnello Musco fu l'anima dell'AIL (Armata Italiana della Libertà), organizzazione segreta nata nel 1947 in funzione anticomunista sul cui scheletro fu poi costituita Gladio..
Nominato generale di brigata, guidò i servizi segreti militari italiani, il SIFAR, dal 1952 al dicembre 1955, quando su indicazione del Presidente della Repubblica Giovanni Gronchi, e con il parere contrario dello stesso Musco, gli succedette Giovanni De Lorenzo.
Promosso generale di divisione, gli fu affidato il comando della Divisione meccanizzata "Folgore"..
Nel 1958 assunse il grado di generale di corpo d'armata, e successivamente, nel 1959, fu nominato comandante designato della III Armata.
Nel 1963 insignito motu proprio dal presidente Antonio Segni dell'onorificenza di Cavaliere di gran croce al merito della Repubblica.
Studioso di problemi militari, fu autore di diversi testi storico-militari. Ebbe sei figli e nel 1976 diede alle stampe il volume La verità sull'8 settembre 1943, con Garzanti.

## Opere
Musco, E. (1976). La verità sull'8 settembre 1943. Italia: Garzanti

## Onorificenze

### Onorificenze straniere
Nominato Cavaliere dell'Ordine di Vittorio Veneto il 21 luglio 1969